# حبق رقيق الأزهار
حبق رقيق الأزهار (باللاتينية: Ocimum tenuifloru) أو الحبق المقدس أو الريحان المقدس أو (باللاتينية: ocimum sanctum)(بالإنجليزية: Holy basil)‏ أو شجرة الأرز هو نوع من النباتات يتبع جنس الحبق من الفصيلة الشفوية. 

## أماكن النمو
تعد آسيا الاستوائية موطنا لهذا النبات، لكنه يوجد في جميع المناطق الاستوائية في العالم، حيث إنّه نمى في الهند لأكثر من 3000 سنة.

## الريحان المقدس والأساطير
الريحان المقدس هو واحد من أكثر النباتات المقدسة في الهند بسبب الأساطير الهندوسية، حيث إنه يرمز للإلهة لاكشمي زوجة فيشنو الذي هو الإله الأعلى أو الحقيقة العليا في الأساطير الهندوسية الفيشنوية، وقد تم تقدير العشبة لعدة قرون بسبب فوائدها للعقل والجسد والروح.
وقد تم استخدامه أيضا في العديد من النظم القديمة من الطب بما في ذلك اليونانية والرومانية تحت أساطير ومعتقدات.